# Diaziridina

Struttura generale dei composti organici diaziridine

La diaziridina è un composto eterociclico con due atomi di azoto e uno di carbonio in un anello a tre-membri. Si può considerare come un'idrazina deformata. Per la tensione d'anello, gli atomi di azoto hanno una configurazione degli isomeri cis-trans stabili.
Le diaziridine sono i suoi derivati organici ed hanno due radicali R,R' sull'atomo di carbonio. Mediante ossidazione si ottengono le diazirine.

## Sintesi delle diaziridine
Vi sono molti metodi di sintesi delle diaziridine (diaziridinazione).
Queste sono di solito sintetizzate tramite il metodo sviluppato da E. Schmitz: un composto carbonile viene trattato con ammoniaca o rispettivamente un'ammina primaria alifatica e un reagente amminante come l'HOSA in condizioni leggermente basiche.
Il passo finale è una ciclizzazione intramolecolare di un amminale.

## Reazioni
- Le diaziridine non sostituite sono spesso ossidate direttamente (I2/NEt3) ai composti più stabili delle diazirine.
- Possono subire una reazione di espansione dell'anello con reagenti elettrofili come i cheteni o gli isocianati.
- Alcuni derivati sono neurotropicalmente attivi.[4]